# Avricourt (Meurthe-et-Moselle)
Avricourt ist eine französische Gemeinde mit 390 Einwohnern (Stand 1. Januar 2022) im Département Meurthe-et-Moselle in der Region Grand Est (bis 2015 Lothringen).

## Geografie
Die Gemeinde Avricourt liegt etwa 20 Kilometer südwestlich von Sarrebourg an der Grenze zum Département Moselle.

## Geschichte
Der Ort war bis zum Deutsch-Französischen Krieg 1870/71 Teil der Gemeinde Avricourt im Nachbardépartement Moselle, die durch den Frankfurter Friedensvertrag im Mai 1871 an das Deutsche Reich abgetreten wurde.
Durch Nachverhandlungen konnte Frankreich den Südteil der Gemeinde mitsamt dem 1852 errichteten Bahnhof im Oktober 1871 zurückerhalten.
Auch nach Rückgabe des Restes von Avricourt an Frankreich nach Ende des Ersten Weltkrieges blieben die beiden Gemeinden getrennt.

### Bevölkerungsentwicklung
| Jahr      | 1962 | 1968 | 1975 | 1982 | 1990 | 1999 | 2007 | 2019 |
| Einwohner | 573  | 565  | 531  | 543  | 524  | 442  | 420  | 387  |

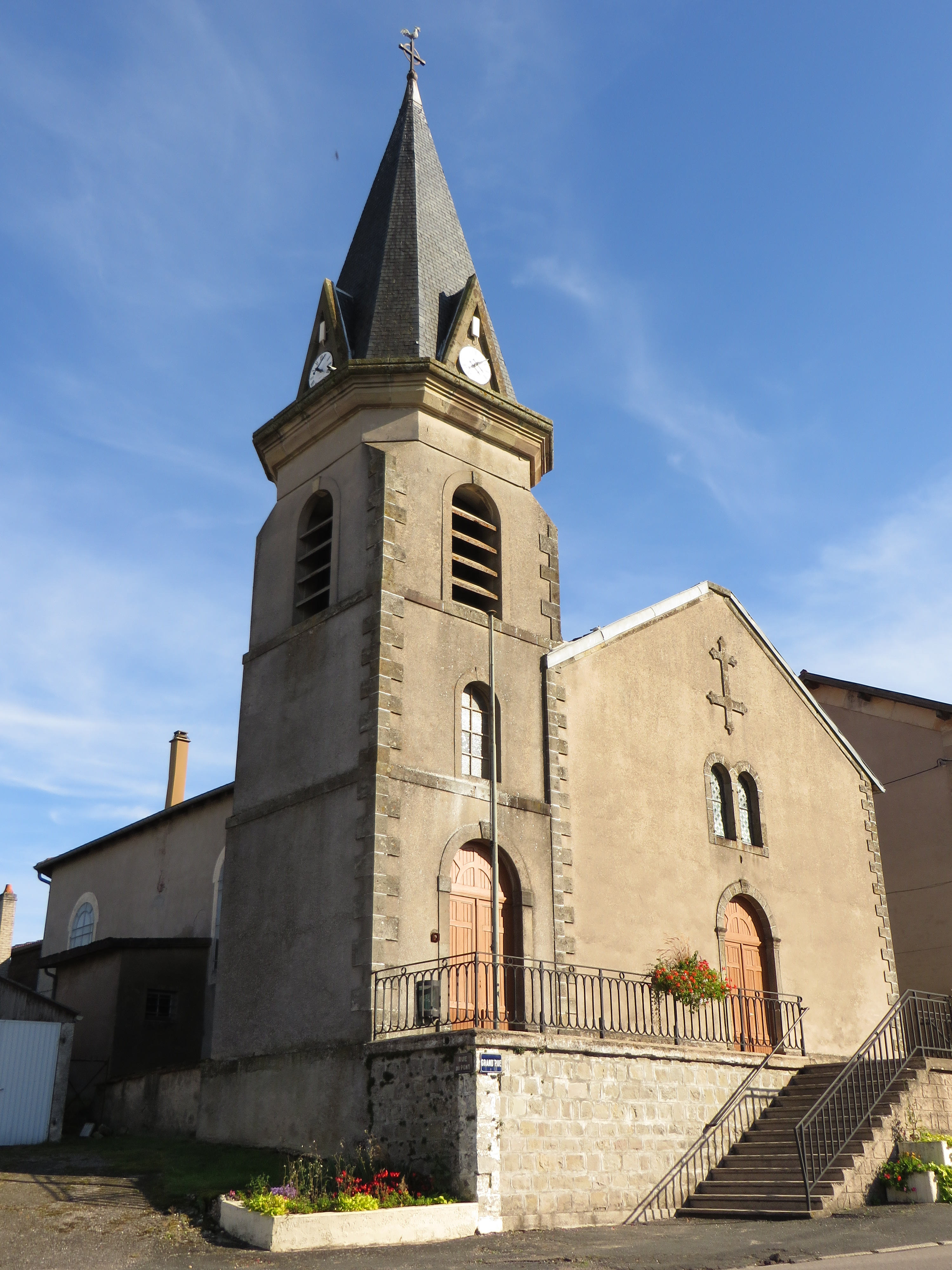
Kirche Saint-Jacques
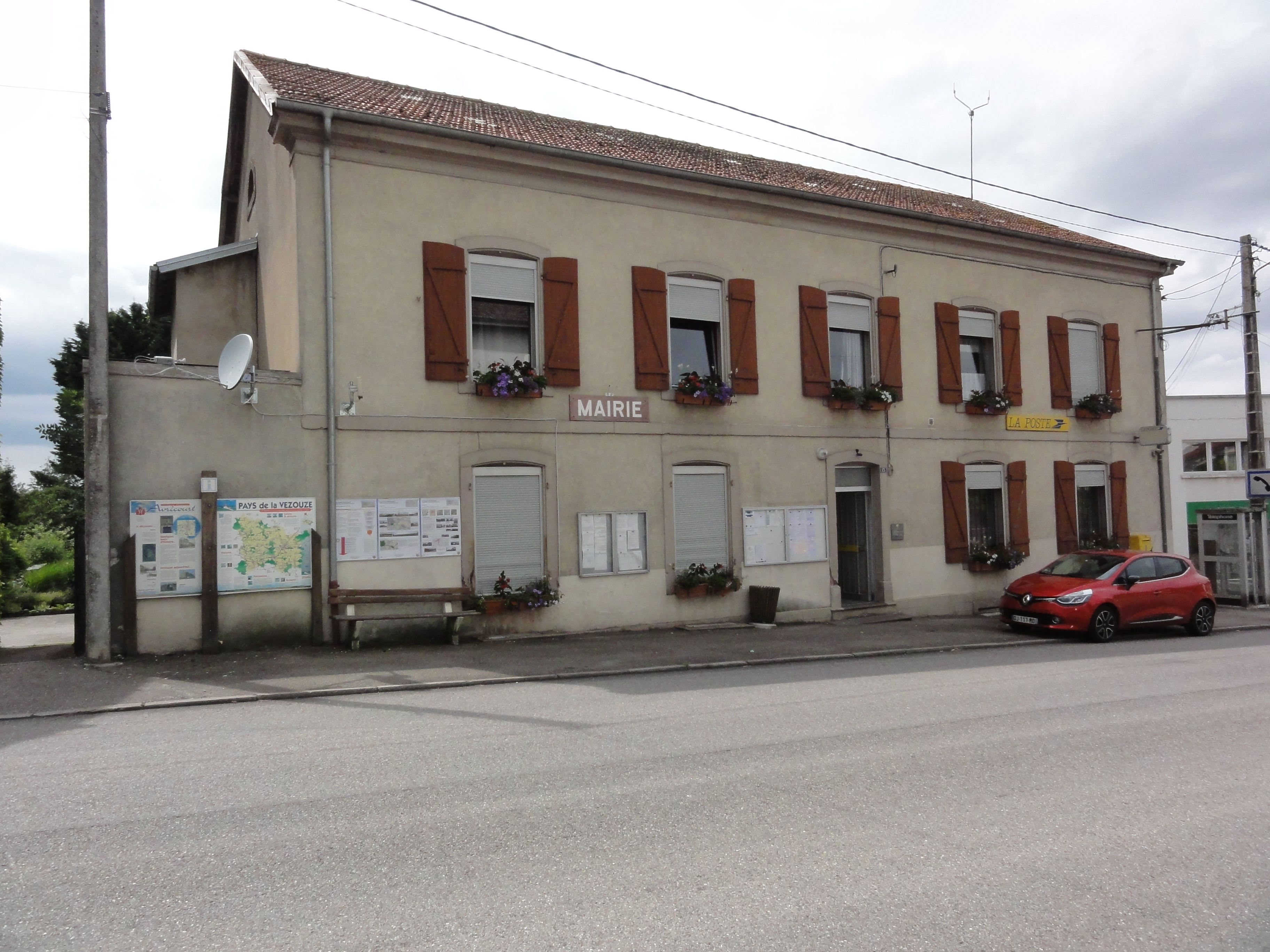
Mairie Avricourt
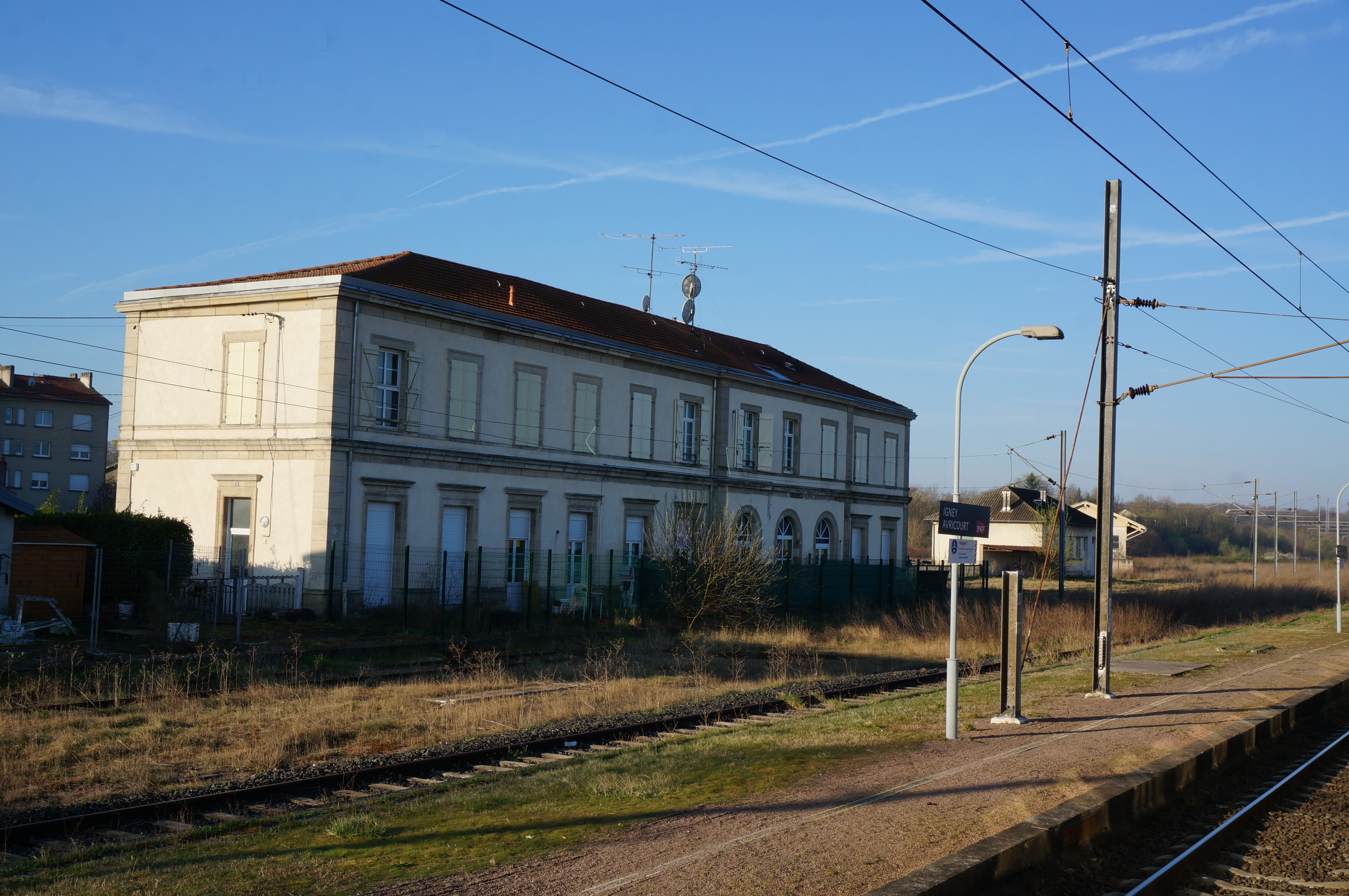
Bahnhof Igney-Avricourt